# 1175
Високе Середньовіччя •  Золота доба ісламу •  Реконкіста •  Хрестові походи •  Київська Русь

## Геополітична ситуація
Візантію очолює Мануїл I Комнін (до 1180). Фрідріх Барбаросса є імператором Священної Римської імперії (до 1190), Людовик VII Молодий королює у Франції (до 1180).
Апеннінський півострів розділений: північ належить Священній Римській імперії, середню частину займає Папська область, більша частина півдня належить Сицилійському королівству. Деякі міста півночі: Венеція, Піза, Генуя тощо, мають статус міст-республік, частина з яких об'єднана Ломбардською лігою.
Південь Піренейського півострова в руках у маврів. Північну частину півострова займають християнські Кастилія, Леон (Астурія, Галісія), Наварра та Арагонське королівство (Арагон, Барселона). Королем Англії є Генріх II Плантагенет (до 1189), королем Данії — Вальдемар I Великий (до 1182).
У Києві почалося княжіння Романа Ростиславича (до 1176). Ярослав Осмомисл княжить у Галичі (до 1187), Святослав Всеволодович у Чернігові (до 1177), Михайло Юрійович у Володимирі-на-Клязмі (до 1176). Новгородська республіка та Володимиро-Суздальське князівство фактично відокремилися від Русі. У Польщі період роздробленості. На чолі королівства Угорщина став Бела III (до 1196).
На Близькому сході існують держави хрестоносців: Єрусалимське королівство, Антіохійське князівство, графство Триполі. Сельджуки окупували Персію та Малу Азію, в Єгипті та частині Сирії править династія Аюбідів, у Магрибі панують Альмохади, у Середній Азії правлять Караханіди та Каракитаї. Газневіди втримують частину Індії. У Китаї співіснують держава ханців, де править династія Сун, держава чжурчженів, де править династія Цзінь, та держава тангутів Західна Ся. На півдні Індії домінує Чола. В Японії триває період Хей'ан.

## Події
- Старший син Юрія Долгорукого Михайло Юрійович переміг Ярополка Ростиславовича, племінника Андрія Боголюбського, і знову став князем Володимира
- Імператор Священної Римської імперії Фрідріх Барбаросса уклав перемир'я з Ломбардською лігою.
- Піза та Генуя розділили Сардинію при посередництві Фрідріха Барбаросси.
- Венеція уклала союз із сицилійським королем Вільгельмом II Добрим. Це змусило Візанцію припинити конфлікт із Венецією і повернути венеційцям відібрані торговельні привілеї.
- Верховний король Ірландії Руайдрі Ва Конхобайр визнав себе у Віндзорі васалом англійського короля Генріха II Плантагенета.
- Засновано університет Модени.
- У Сирії відбувся невдалий замах асасинів на Салах ад-Діна, який після утвердження в Дамаску, вів війну з іншими емірами, намагаючись підкорити собі весь край.
- Граф Триполі Раймунд III захопив Хомс, але Салах ад-Дін повернув місто собі.
- Хрестоносці домовилися з Салах ад-Діном про звільнення Рено де Шатільйона, колишнього князя Антіохії, який 15 років пробув у полоні в мусульман.
- Мухаммад Ґорі розпочав наступ на Газневідів у Північній Індії.
- Засновано Тіон'їн — центральний монастир буддистської секти Дзьодо в місті Кіото, Японія

## Народились
- Марія Маргарита Угорська, старша донька угорського короля Бели ІІІ і Агнеси Антіохійської, дружина імператора Візантії Ісаака ІІ Ангела, королева Фессалонік (1205—1207)
- Святий Сава (у мирі: Растко Неманьїч серб. Растко Немањић), найважливіша постать серед сербських святих, перший сербський патріарх (1219-1233)
- Фрідріх I , герцог Австрії (1194—1198) з династії Бабенбергів

- Пейре Відаль, провансальський трубадур

## Померли
- Генріх Французький (народився 1121), син Людовика VI (короля Франції) та Адель Савойської, єпископ Бовеський (1149-1162), архієпископ Реймський (1162—1175)
- Єсугей-Баатур (народився бл. 1134), батько Чингізхана, керівник більшої частини монгольських племен, засновник роду Кият-Борджигін